# Рындовский, Ипполит Александрович
Ипполи́т Алекса́ндрович Рындо́вский (13 марта 1866 — после 1917) — русский общественный деятель и политик, член IV Государственной думы от Казанской губернии.

## Биография
Православный. Из потомственных дворян Черниговской губернии. Землевладелец Лаишевского уезда Казанской губернии (368 десятин).
По окончании Казанского реального училища в 1887 году, занимался сельским хозяйством в своём имении. Был земским начальником 1-го участка Лаишевского уезда (1905—1912) и председательствующим в уездном съезде. В 1907—1909 годах избирался гласным Лаишевского уездного и Казанского губернского земских собраний, состоял членом Экономического совета уездного земства. Участвовал в земском и епархиальном училищных советах, много сделал для улучшения материального положения учителей и устройства школьной сети. Дослужился до чина титулярного советника.
В 1906—1907 и в 1911—1912 годах единолично проводил большие продовольственные кампании во всём уезде. На своём участке руководил проведением в жизнь закона 9 ноября 1906 года и закона о землеустройстве 1911 года, причем хутора и отрубные хозяйства получили в участке широкое распространение. К 1910 году имение самого Рындовского при селе Емельянове Чирповской волости Лаишского уезда было заложено в Дворянском банке.
В 1912 году был избран в члены Государственной думы от Казанской губернии 2-м съездом городских избирателей. Входил во фракцию русских националистов и умеренно-правых (ФНУП), после её раскола в августе 1915 года — в группу прогрессивных националистов и Прогрессивный блок. Состоял членом комиссий: по запросам, сельскохозяйственной, земельной, по направлению законодательных предположений, о торговле и промышленности, финансовой, по рыболовству, по военным и морским делам и о мерах по борьбе с немецким засильем.
В годы Первой мировой войны состоял уполномоченным Красного Креста по заведованию 32-м передовым отрядом, организованным Всероссийским национальным союзом и состоявшим под покровительством императора Николая II.
В первые дни Февральской революции был в Петрограде, но уже 1 марта выехал в Емельяново из-за опасений за безопасность своей семьи. 14 мая 1917 года местные крестьяне, подстрекаемые солдатами, ворвались в усадьбу Рындовского. Он и его жена были сильно избиты. Затем Рындовский был арестован, но вскоре освобождён по требованию губернского и уездного комитетов.
Дальнейшая судьба неизвестна.

## Семья
Был женат, имел четверых сыновей:
- Игорь (1901—1938), в 1937 году жил в Казани, работал в главной лаборатории жиркомбината им. Вахитова. Арестован 1 ноября 1937, 28 декабря того же года приговорен тройкой НКВД ТАССР к ВМН и конфискации имущества по статье 58-10 УК РСФСР. Расстрелян 2 января 1938. Похоронен в Казани[1].
- Кирилл (р. 1904)
- Валерий (р. 1906)
- Лев (р. 1908)
- Праправнук - Максим Вячеславович Рындовский[источник не указан 2153 дня]
- Отец - Александр Федорович Рындовский[источник не указан 2153 дня]
- Дед - Федор Михайлович Рындовский[источник не указан 2153 дня]